# Синє озеро (Карпати)
Си́нє О́зеро — гірське озеро в Українських Карпатах, гідрологічна пам'ятка природи місцевого значення. Розташоване на південно-західних схилах гірського масиву Синяк, в урочище Синяк, на північ від села Синяка (Мукачівський район, Закарпатська область), на висоті 600 м над рівнем моря.
Озеро вулканічного походження, в ньому є 2 вирви. Вважається, що це кратери давнього вулкана, заповнені водою. До того ж, на берегах розкидана безліч уламків скельної породи.
Вода в озері сірководнева-сульфатно-кальцієва. Має лікувальні властивості. Озеро живиться водою сірководневого джерела. Вода чиста, прозора. Береги болотисті, порослі очеретом й іншою рослинністю.
Добратися до озера можна ідучи долиною гірської річки Верхній Потік.
Озеро популярне серед туристів і відпочивальників курорту «Синяк».